# Angödrommen

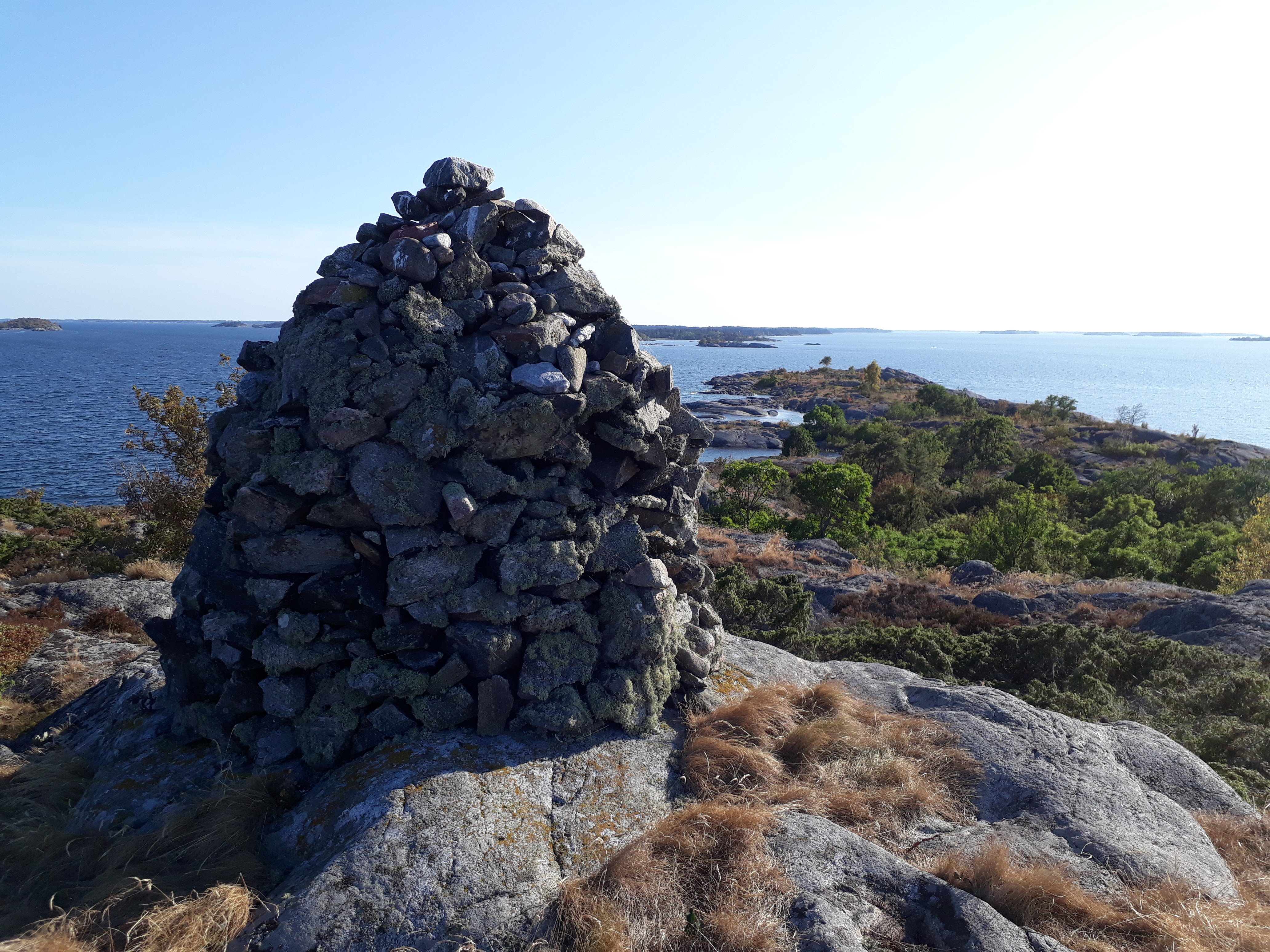
Stenkummeln på Angödrommen.

Angödrommen är en kal klippö 4,5 sjömil nordost om Möja. Nordöstra delen av ön utgörs av en hög klippa med ett stenkummel och utgör ett tydligt riktmärke. Vegetationen utgörs av ljung, en samt lågväxt klibbal och rönn i skyddade skrevor. Ön är en viktig lokal för gråsäl och häckande sjöfågel. Angödrommen är sedan 1957 naturreservat, benämnt Angödrommens naturreservat.